# Song Gaozong
Pour l’article homonyme, voir Empereur Gaozong des Tang.
Gaozong (12 juin 1107 – 9 novembre 1187), né Zhao Gou, est le dixième empereur de la dynastie Song et le premier des Song du Sud. Après l'invasion du nord de la Chine par les Jürchen, qui capturèrent les empereurs Qinzong et Huizong, Gaozong s'enfuit dans le sud et s'installa à Hangzhou, d'où il continua la lutte contre les Jürchen de la dynastie Jin. Il abdiqua en 1162.